# Shilin guangji (Chen Yuanjing)
Das chinesische Werk Shilin guangji (chinesisch 事林广记 – „Erweiterter Bericht aus dem Realienwald“) ist eine populäre Enzyklopädie bzw. Sammlung von Miszellen für den täglichen Gebrauch. Es ist auch unter Namen wie Zhongbian qunshu shilin guangji (重编群书事林广记) bekannt.
Es wurde von Chen Yuanjing (陈元靓) (ca. 1200–1266) in den letzten Jahren der Südlichen Song-Dynastie verfasst, der Autor stammt aus der Provinz Fujian.
Das Werk ist nach den Zehn Himmelsstämmen (tiāngān 天干) unterteilt.

## Inhalt des Gesamtwerkes
Der Inhalt des Werkes erstreckt sich hauptsächlich auf die Gebiete:
- Astronomie (tiānwén 天文),
- Geographie (dìlǐ 地理),
- Politik und Justiz (zhèngxíng 政刑),
- Gesellschaft (shèhuì 社会),
- Literatur (wénxué 文学) und
- Unterhaltung (yóuyì 游艺).

## Band: Getränke und Lebensmittel
Für die Erforschung der Küche sowie Getränke und Speisen in der Zeit der Song-Dynastie enthält das Werk wichtiges Material.
Der letzte Band enthält relativ reichlich Material zu Getränken und Lebensmitteln. Hauptsächlich sind dies die Herstellung von Gärungserregern (qū 曲), berühmte Spirituosen und edle Weine (míngjiǔ 名酒 jiāniàng 佳酿), die Konservierungsarten fu (fǔ 脯) und zha (zhǎ 鲊) für Fleisch und Fisch, Teewasser (cháshuǐ 茶水) und Imbisse/Snacks aus Weizenmehl oder Reismehl (miàndiǎn 面点).

## Spätere Erweiterungen
Das Buch wurde in der Yuan-Zeit und zu Anfang der Ming-Zeit erweitert. Durch die Erweiterungen enthält es auch für die Zeit der Yuan-Dynastie wichtiges Material.

## Alte Drucke und moderne Ausgaben
Das Werk ist in der Sammlung Lidai xiaohua ji (历代笑话集), der den Getränken und Speisen gewidmete Band ist in der japanischen Sammlung Chugoku shokkei sosho enthalten.